# 長島温泉
長島温泉（ながしまおんせん）は、三重県桑名市長島町浦安（旧伊勢国、2004年（平成16年）12月6日までは桑名郡長島町）にある温泉施設。

## 泉質
- アルカリ性単純温泉
  - 源泉温度は60℃
  - 湧出量は1日1万トン

上記の泉質は長島観光開発が発表しているもの。
長島観光開発が所有する井戸は長島温泉R-2号泉、R-3号泉、R-5号泉、R-20号泉、R-23号泉の5本ある。隣接している伊勢湾岸自動車道の湾岸長島パーキングエリアには足湯が設置されているが、この施設には長島温泉R-3号泉、R-5号泉が供給されている。

## 温泉街
長島観光開発株式会社の経営するナガシマスパーランド、なばなの里、ホテル花水木などの施設と国道23号（名四国道）沿いの日帰り入浴施設、2軒の共同浴場、ショッピングモールの三井アウトレットパーク ジャズドリーム長島がある。
ナガシマスパーランドは温浴施設、遊園地、宿泊施設など、一大レジャーランドを構成している。隣接する遊園地とともに人気のある温泉である。
現在の「湯あみの島」は、2002年（平成14年）7月まで「グランスパー・長島温泉」の名称だった。
木曽三川河口部にある輪中の中では最も下流に位置し、旧老松輪中の南端にあたる。人工の景観作りとしてはディズニーランドと同様の作り方をされているが、東京ディズニーランドよりもナガシマスパーランドのほうが開業は早い。名古屋から日帰りで行ける温浴施設としても機能する。
三重県に所在するが愛知県および岐阜県の県境に近く、伊勢湾岸自動車道開通により車でのアクセスが向上したため、大阪府等の近畿他府県からの利用も多い。

## 歴史
- 1958年（昭和33年） - 富山県で天然ガス生産を営んでいた大谷伊佐（1905年 - 1989年）が長島町にて天然ガス探査を開始。その後失敗が続き伊勢湾台風・第二室戸台風を経て試掘時に温水が出ていたこともあり温泉を中心としたレジャー開発へ向けての資金調達を開始[1]。
- 1963年（昭和38年）8月27日 - 大谷が設立した大谷天然瓦斯による天然ガス探査中に湧出。その後着工前から人が集まったため無料の仮浴場を設置[1][2]。
- 1964年（昭和39年）
  - 2月1日 - 仮浴場を閉鎖[3]。
  - 10月30日 温泉開発に奮戦する大谷を元にしたドラマ「あっちっちっち」が近鉄金曜劇場（この回の制作担当局は中部日本放送）で放送。高橋玄洋脚本、天羽達人演出、出演：多々良純・荒木道子・寺田誠・松島滋広・矢野潤子他。劇中三分の二が現地ロケ[4]。
  - 11月11日 - 大型温泉施設「グランスパー長島温泉」レジャーセンター棟開業、その後12月22日に宿泊棟「ホテルナガシマ」開業[2]。
- 1966年（昭和41年）3月19日 - ホテルナガシマ和風別館開業[2]。
- 1970年（昭和45年）2月28日 - 第2別館「ホテル水郷」開業[2]。
- 1981年11月10日、ロッキー青木他米人4名がヘリウムガス気球（ダブルイーグル号）で米国西海岸まで太平洋発横断に出発。同月12日所要時間84時間31分、飛行距離9,600キロという気球飛行の世界記録を樹立。
- 1988年（昭和63年）7月21日 - 高級志向の新館「ホテル花水木」開業[1][2]。
- 1991年（平成3年）1月 - ホテル水郷を「ガーデンホテルオリーブ」に改称[2]。
- 2000年（平成12年）11月 - 初代大型温泉施設「レジャーセンター」閉館[2]。
- 2002年（平成14年）8月 - 新大型温泉施設「湯あみの島」並びに「ホテルナガシマ」新本館開業[2]。

## アクセス

### 鉄道・バス
- JR関西本線・近鉄名古屋線・養老鉄道養老線「桑名駅」よりバス（三重交通バス）で約20分。
- 名古屋駅（名鉄バスセンター）より直通バスで約45分。
- 中部国際空港より空港連絡バスで約50分。
- 豊橋駅より高速バスで約120分（2時間）。
- 浜松駅より高速バスで約140分（2時間20分）。

### 自家用車
- 伊勢湾岸自動車道湾岸長島IC
- 国道23号（名四国道）

※ ナガシマスパーランド#交通アクセスも参照。